# Christian Lovén (köpman)
Christian Lovén, född 20 februari 1765 i Rängs socken, Malmöhus län, död 11 februari 1854 i Klara församling, Stockholm, var en svensk grosshandlare och handelsborgmästare i Stockholm och ledamot av 1810 års ståndsriksdags borgarstånd.
Christian Lovén var son till Pehr Lovén. Han var fänrik vid örlogsflottan och deltog med utmärkelse i 1788-1790 års krig, särskilt under "Viborgska gatloppet", genom vilket han lyckades navigera fregatten Galatea utan förluster. Han grundade handelsfirman Lovén & Co. och som en av huvudstadens fullmäktige för borgarståndet bevistade han riksdagen i Örebro 1810.
Christian Lovén var son till Pehr Lovén samt far till Sven Lovén och Pehr Christian Lovén.